# Kondol'
Kondol' (in russo Кондоль?) è un villaggio della Russia europea centrale, situato nell'oblast' di Penza; è il centro amministrativo del distretto Penzenskij.
Si trova 51 km a sud di Penza.